# Gianluca Lapadula
Gianluca Lapadula (Torino, 1990. február 7. –) olasz válogatott labdarúgó, a Genoa csatára, kölcsönben az AC Milantól.

## Pályafutása

### Klubcsapatban
Pályafutását 1996-ban kezdte a Juventus akadémiáján. 2004-ben előbb a Rivoli, majd a ACD Treviso vette kölcsön. 2007. augusztus 31-én az akkor harmadosztályú Pro Vercelli szerződtette. A 2008-09 szezonban a Lega Pro Seconda Divisione-ba, azaz a negyedosztályba igazolt. 2009 augusztusában szerződtette a Parma, amelynek Primavera csapatában kapott lehetőséget.
A következő éveket kölcsönben töltötte, jellemzően alacsonyabb osztályú csapatoknál. 2010. augusztus 8-án az Atletico Roma játékosaként debütált az Olasz Kupában, majd a Ravennához került. A 2011-12 szezonban 24 góllal ő lett a harmad- és negyedosztályt tömörítő liga gólkirálya. 2012. június 5-én ötéves szerződést írt alá a másodosztályú Cesenával. Rendszeres játéklehetőséghez nem jutott így előbb a Frosinone vette kölcsön, majd visszakerült a Parmához.
2013. július 1-jén a szlovén élvonalban szereplő Goricának adták kölcsön, több csapattársával, így például a magyar Ihrig-Farkas Sebestyénnel együtt.
A következő év nyarán a Teramóhoz adták kölcsön, és a másodosztályba jutáshoz segítette csapatát 21 góljával.
Miután a Parma csődbe ment, Lapadula a Pescarához írt alá. A 2015-16 szezonban 30 gólt 43 bajnoki alatt, amivel ő lett a másodosztály gólkirálya.
2016. június 24-én a sikeres orvosi vizsgálatok után szerződtette az AC Milan 9 000 000 euróért. Lapadula ötéves szerződést írt alá. 2016. augusztus 27-én debütált az élvonalban, miután a 86. percben csereként állt be az SSC Napoli elleni 4-2-es vereség alkalmával.  Első gólját november 6-án szerezte a Palermo ellen. (2-1) A 2016-17-es szezont 27 bajnokival és nyolc góllal zárta.

### A válogatottban
Felmenői révén az olasz és a perui válogatottságra is jogosult. Meghívást kapott a 2016-os Copa Américára készülő perui keretbe, de akkor még nem döntötte el, hogy melyik ország színeit képviselje.  2016. november 7-én a sérült Manolo Gabbiadini helyére behívták az olasz keretbe. 2017. május 31-én debütálhatott a Squadra Azzurrában, méghozzá mesterhármassal, San Marino ellen.

## Magánélete
Lapadula Torinóban született olasz apa és perui anya gyermekeként. Öccse, David szintén labdarúgó, alsóbb ligás amatőr csapatban játszik. Beceneve Lapagol gólérzékenységére utalva és Sir William (utalva William Wallacera) temperamentumos egyénisége miatt.

## Játékstílusa
Lapadula dinamikus, szívós, fizikailag erős csatár. Sokoldalúságát kamatoztatva a középcsatár posztján kívül a támadósor hátravontabb szerepkörében, de akár szélső támadóként és a középpályán is bevethető. Bal lábas.

## Sikerei, díjai

### Klub

#### Gorica
- Szlovéni kupagyőztes: 2013–2014[25]

#### Milan
- Olasz szuperkupa győztes: 2016

### Egyéni
- Lega Pro gólkirálya: 2014–2015 (A csoport, 24 gól)
- Serie B gólkirálya: 2015–2016 (27 gól)[26]
- Gran Gála top 11 Serie B: 2015–2016[27]

## Pályafutása statisztikái

### Klubcsapatokban
2018. május 6-i szerint
| Klub                       | Szezon           | Liga             | Liga            | Liga  | Kupa            | Kupa  | Nemzetközi      | Nemzetközi | Egyéb           | Egyéb | Összesen        | Összesen |
| Klub                       | Szezon           | Bajnokság        | Pályára Lépések | Gólok | Pályára Lépések | Gólok | Pályára Lépések | Gólok      | Pályára Lépések | Gólok | Pályára Lépések | Gólok    |
| -------------------------- | ---------------- | ---------------- | --------------- | ----- | --------------- | ----- | --------------- | ---------- | --------------- | ----- | --------------- | -------- |
| Atletico Roma (kölcsönben) | 2010–2011        | Serie C1         | 0               | 0     | 1               | 0     | –               | –          | 0               | 0     | 1               | 0        |
| Ravenna (kölcsönben)       | 2010–2011        | Serie C1         | 7               | 1     | 0               | 0     | –               | –          | 0               | 0     | 7               | 1        |
| San Marino (kölcsönben)    | [2011–2012       | Serie C2         | 35              | 24    | 0               | 0     | –               | –          | 0               | 0     | 35              | 24       |
| Cesena                     | 2012–2013        | Serie B          | 9               | 0     | 2               | 1     | –               | –          | 0               | 0     | 11              | 1        |
| Frosinone (kölcsönben)     | 2012–2013        | Serie C1         | 6               | 0     | 0               | 0     | –               | –          | 0               | 0     | 6               | 0        |
| Gorica (kölcsönben)        | 2013–2014        | 1. SNL           | 28              | 11    | 4               | 3     | –               | –          | 0               | 0     | 32              | 14       |
| Teramo (kölcsönben)        | 2014–2015        | Lega Pro         | 38              | 21    | 1               | 2     | –               | –          | 2               | 1     | 41              | 24       |
| Pescara                    | 2015–16          | Serie B          | 40              | 27    | 2               | 0     | –               | –          | 4               | 3     | 46              | 30       |
| Milan                      | 2016–17          | Serie A          | 27              | 8     | 1               | 0     | –               | –          | 1               | 0     | 29              | 8        |
| Genoa (kölcsönben)         | 2017–18          | Serie A          | 26              | 6     | 1               | 0     | –               | –          | –               | –     | 27              | 6        |
| karrier összesen           | karrier összesen | karrier összesen | 216             | 98    | 12              | 6     | —               | —          | 7               | 4     | 235             | 108      |

### Válogatottban
2017. május 31-i szerint
| Olaszország | Olaszország     | Olaszország |
| Év          | Pályára lépések | Gólok       |
| ----------- | --------------- | ----------- |
| 2017        | 1               | 3           |
| Összesen    | 1               | 3           |